# Sarah Schermerhorn
Sarah Keeney Schermerhorn (23 novembre 1988) è un'ex pallavolista statunitense.
Giocava nel ruolo di centrale.

## Carriera
La carriera pallavolistica di Sarah Schermerhorn inizia nei tornei scolastici del North Carolina, giocando per la Southwest Guilford High School. In seguito entra fa far parte della squadra di pallavolo femminile della Elon University, partecipando alla NCAA Division I dal 2007 al 2010.
Nella stagione 2011-12 firma il suo primo contratto professionistico, approdando al Brøndby Volleyball Klub, club della VolleyLigaen col quale vince la Coppa di Danimarca e raggiunge le finali scudetto. Nella stagione seguente si trasferisce in Francia, dove approda al Pays d'Aix Venelles Volley-Ball, club di Ligue A nel quale resta due annate, dopo le quali si ritira dalla pallavolo giocata.

## Palmarès

### Club
- Coppa di Danimarca: 1

2011-12